# Het land Qâ
Het land Qâ is het tiende stripalbum uit de Thorgal-reeks en behoort samen met "De boogschutters", "De ogen van Tanatloc", "De stad van de verloren god" en "Tussen aarde en licht" tot de cyclus van "Het land Qâ". 
Het verhaal verscheen voor het eerst in 1984 en 1985 in het stripblad Tintin/Kuifje Het album werd voor het eerst uitgegeven bij Le Lombard in 1986 en is getekend door Grzegorz Rosiński met scenario van Jean Van Hamme.

## Het verhaal
Kriss van Valnor heeft Thorgal, Aaricia en Tjall de Vurige gedwongen haar de Atlantische Oceaan over te volgen, naar het land Qâ. Hun opdracht is om de toverhelm van Ogotai te veroveren. Hievoor moeten ze Mayaxatl bereiken, de geheime stad in het oerwoud. Om Thorgal en de zijnen te dwingen haar te volgen worden Argun Boomvoet en Jolan gevangen gehouden bij de Xinjins, het laatste volk dat in staat is om Ogotai te weerstaan.

## Bekroning
Deze strip won in 1986 de "CBEBD-prijs voor het beste scenario en de Athis d'Or voor het beste tekenwerk. 